# Tapietes
Los tapietes (del guaraní: tapii ete ‘verdaderos esclavos’) son un pueblo indígena del Gran Chaco de habla guaraní y cultura chaquense. Hablan un dialecto conocido como guaraní-eté, ñanaika o guayurangüe. Debido a que difiere poco del guaraní paraguayo, este ha sido adoptado por la mayoría de los tapietes y en 1970 solo quedaban en el Paraguay 33 personas que lo hablaban en la reserva de Laguna Negra.
El origen de los tapietes aún no ha sido determinado, para unos son guaraníes que separados del tronco común se relacionaron con los tobas y adquirieron algunas de sus costumbres, para otros son un pueblo no guaraní que fue guaranizado lingüísticamente por los avá guaraníes, hipótesis que es rechazada por los tapietes. Se ha propuesto también la hipótesis de que podrían ser chanés que luego de su guaranización se establecieron en el Chaco en contacto con pueblos chaqueños.

## Etnónimo
En Argentina y Bolivia, el autoglotónimo utilizado actualmente es «tapiete». En Paraguay se utilizan los términos ñandereta (nosotros) y ava (hombres), aunque, cuando deben relacionarse con otros grupos sociales, y por una cuestión de prestigio asociado, escogen los términos guaraní ñandevá o simplemente guaraní. El antropólogo Alfred Métraux registró en 1946 los términos tapy'y, yanaa y ñanagua. Históricamente se utilizó el término tirumbaes (sin vestido) y durante la guerra del Chaco (1932-1935) fueron llamados guasurangüe, por el nombre del cacique que los lideraba.

## Tapietes de Bolivia
Antes de la guerra del Chaco (1932-1935) habitaban en el sudeste de Bolivia, en donde subsistían como cazadores-recolectores, practicando también la horticultura y la pesca. Fueron llevados prisioneros por los militares paraguayos al Paraguay, desde donde luego de la guerra retornaron algunos a sus tierras, otros permanecieron en el Paraguay y los demás emigraron hacia Argentina.
En Bolivia habitan actualmente en la provincia del Gran Chaco del departamento de Tarija en el límite con Paraguay, en las comunidades de Samuwate o Samayhuate, Cutaiqui y Cercada. El censo de la Confederación Nacional de Nacionalidades Indígenas y Originarias de Bolivia (Conniob) de 2004 reveló la existencia de 172 tapietes en las comunidades de Samawate y Crevaux del municipio de Villa Montes.
La población que se autorreconoció como tapiete en el censo boliviano de 2001 fue de 18 personas. Este número aumentó a 144 en el censo de 2012, de los cuales 117 vivían en el departamento de Tarija.

## Guaraní ñandevas de Paraguay
En Paraguay los guaraníes ñandevas de acuerdo a los resultados del Censo y Estudio de Población Indígena del Paraguay de 1981 eran 1024. El Censo Nacional de Población y Viviendas de 1992 dio 1827. El Censo Nacional Indígena de Población y Viviendas y el Censo Nacional de Población y Viviendas de 2002 encontraron 1984 guaraníes ñandevas. El III Censo Nacional de Población y Viviendas para Pueblos Indígenas y el Censo Nacional de Población y Viviendas de 2012 dieron como resultado la presencia en Paraguay de 2470 guaraníes ñandevas. Este censo encontró a solo 16 guaraníes ñandevas viviendo fuera del departamento de Boquerón, reportando que 1748 personas hablaban la lengua tapiete como primer idioma, 100 como segundo y 75 como tercero.
Las comunidades existentes son:
Departamento Amambay
- Ita Guasu (conjunta paĩ tavyterã-guaraní ñandeva)

Departamento de Presidente Hayes
- Diez Leguas-Palo Blanco (conjunta angaité-guaraní ñandeva)

Departamento de Boquerón
- Santa Teresita-Santa Elena
- Santa Teresita-Virgen del Carmen (conjunta guaraní ñandeva-guaraní occidental)
- Santa Teresita-Villa Belén (conjunta guaraní ñandeva-guaraní occidental)
- Abizais (Picada 500) (conjunta manjui-guaraní ñandeva)
- Núcleo de familias San Antonio (conjunta guaraní occidental-guaraní ñandeva)
- Campo Loa-Primavera (conjunta nivaclé-guaraní occidental-guaraní ñandeva)
- Laguna Negra-Nueva Estrella
- Laguna Negra-Canaán (conjunta guaraní ñandeva-guaraní occidental)
- Laguna Negra-Damasco (conjunta guaraní ñandeva-guaraní occidental-nivaclé)
- Laguna Negra-Emaús (conjunta guaraní ñandeva-guaraní occidental)
- Laguna Negra-Jerusalén (conjunta guaraní ñandeva-guaraní occidental-nivaclé)
- Laguna Negra-Ko’ẽ Pyahu
- Laguna Negra-Timoteo
- Laguna Negra-Belén (conjunta guaraní ñandeva-nivaclé)
- Laguna Negra-Nueva Luna
- Laguna Negra-Mbyja Ko’ẽ
- Pykasu
- Ñu Guasu
- Núcleo de familias La Patria
- Uj’elhavos (conjunta nivaclé-avá guaraní-guaraní occidental-guaraní ñandeva-angaité)
- Colonia 5-Obrero

## Tapietes de Argentina
Los tapietes de Bolivia y de Paraguay comenzaron a emigrar hacia la provincia de Salta en Argentina desde 1920 para trabajar en ingenios azucareros, después de la guerra del Chaco se acentuó la emigración hacia Argentina, país al que denominan Baporenda, que significa lugar donde hay trabajo.
La Encuesta Complementaria de Pueblos Indígenas (ECPI) 2004-2005, complementaria del Censo Nacional de Población, Hogares y Viviendas 2001, dio como resultado que se reconocieron y/o descienden en primera generación del pueblo tapiete 484 personas en la provincia de Salta. De las cuales 476 residen en comunidades. En todo el país se autorreconocieron 524 tapietes, 478 viviendo en comunidades. La lengua tapiete es hablada por unas 100 personas.
El Censo Nacional de Población de 2010 en Argentina reveló la existencia de 407 personas que se autoreconocieron como tapietes en todo el país.
Desde 1995 el Instituto Nacional de Asuntos Indígenas (INAI) comenzó a reconocer personería jurídica mediante inscripción en el Registro Nacional de Comunidades Indígenas (Renaci) a comunidades indígenas de Argentina, pero ninguna comunidad tapiete ha sido reconocida. La provincia de Salta reconoció la personería jurídica en el orden provincial a 2 comunidades tapietes en el municipio de Tartagal:
- Comunidad Aborigen Misión Los Tapietes (el 10 de mayo de 1996)
- Comunidad Indígena Tapiete IV (el 8 de octubre de 2013)
- Comunidad Aborigen Koe Piahu del Pueblo Tapiete (sin personería jurídica pero con relevamiento catastral en trámite)